# 下十字架 (巴罗奇)
《下十字架》（Deposizione dalla croce）是费德里科·巴罗奇的一幅油画，尺寸为 412 x 232 厘米，绘制于1567-1569年，保存于意大利佩鲁贾的圣老楞佐主教座堂。